# Phalangipus longipes
Phalangipus longipes is een krabbensoort uit de familie van de Epialtidae. De wetenschappelijke naam van de soort werd voor het eerst geldig gepubliceerd in 1758 door Carl Linnaeus.